# ICI Laflaque
 (avril 2023).
- Si vous ne connaissez pas le sujet, laissez ce bandeau (vous pouvez alors contacter les auteurs).
- Si vous supprimez le contenu mis en cause (vous pouvez préalablement contacter les auteurs),

argumentez précisément cette suppression dans la page de discussion
(un manque de référence n'est pas un argument ; une recherche réelle de référence doit avoir été effectuée, être formellement documentée).
ICI Laflaque (anciennement Et Dieu créa... Laflaque) est une émission de télévision québécoise sarcastique qui commente l'actualité par le biais de son personnage principal, Gérard D. Laflaque, père de famille stéréotypé et annonceur de nouvelles irrévérencieux. Conçue par le caricaturiste Serge Chapleau, elle est diffusée sur une base hebdomadaire de 2004 à 2019 à ICI Radio-Canada Télé.

## Concept
Gérard D. Laflaque a fait son apparition à l’écran au début des années 1980 sous la forme d'une marionnette en latex, quelques années après avoir été aperçu sur une tablette du bureau de Serge Chapleau lors d'une entrevue par le futur caricaturiste Fleg à l'émission-jeunesse Télé-Jeans (1978). Après avoir été abandonné pour une quinzaine d'années, il revient sous forme d'émission hebdomadaire de 30 minutes par animation de synthèse du nom de Et Dieu créa Laflaque, plus tard renommé en ICI Laflaque à l'occasion du changement de nom de la chaîne télé francophone de la Société Radio-Canada. Son nom s'inspire de l'ex-ministre et chef intérimaire du parti libéral Gérard D. Lévesque.
L'émission a longtemps comporté deux facettes. Dans la première, Gérard D. Laflaque vie une vie de famille, avec Georgette, sa femme, son fils Marcel et sa copine asiatique Laurence, son insupportable père, Pépère, son chien Tarzan, ainsi que Edmond, le voisin inventeur de Gérard. Dans la seconde, Gérard dissèque l'actualité sociale sous un regard décapant au cours d'une pseudo-émission d'actualités en compagnie de ses cadreurs Roger et Henri, son régisseur Paulo, la séduisante Sarah-Laurie Joly, la marionnette Ti-Bas, le reporter à l'étranger Paul Lamarre et le réalisateur vedette Victor-Hugo Lebeau, qui est devenu par la suite le producteur de l'émission, mais fut par la suite renvoyé pour son inutilité. Dans la plupart de ses chroniques, Gérard est accompagné d'analystes connus. Depuis la saison 11, Gérard est épaulé par Céline Galipeau en tant que co-chef d'antenne. Dans la douzième saison, le réalisateur Xavier Dolan intervient ; il se joint à l'équipe de Gérard et les personnages d'Armand et Albert de l'agence « SP!LL Relations Publiques », qui ont comme mandat de promouvoir le show de quelconque façon.
Dans les années 2000, la journaliste Louise Cousineau est caricaturée et joue le rôle d'une propriétaire de dépanneur (Madame Loulou) qui apparaît sporadiquement. Dans la saison 5, naît le personnage de la docteure Robert qui est la médecin de Gérard. S'y ajoute aussi le chroniqueur sportif Jacques Demers. Dans la septième saison, apparaît dans l'équipe la chroniqueuse éditorialiste Denise Bombardier et l'artiste québécois Gregory Charles. Dans la saison 10, le comédien et conférencier Marcel Leboeuf est ajouté. Dans la onzième saison, c'est au tour de l'animatrice Julie Snyder, le militant écologiste Steven Guilbeault et le politicien activiste Gabriel Nadeau-Dubois. Dans la saison 12, sont conçus en personnages 3D l'avocate Anne-France Goldwater et nul autre que le caricaturiste Serge Chapleau. Lors de la treizième saison, l'équipe s'offre en personnages 3D l'animatrice et première dame du Canada Sophie Grégoire, le délégué syndical de la FTQ-Construction Bernard « Rambo » Gauthier, l'animateur Jean-Philippe Wauthier, l'animateur Dave Morissette, le chanteur Dan Bigras, le conteur Fred Pellerin et l'écrivain Dany Laferrière. Dans la quatorzième saison, surviennent le comptable Pierre-Yves McSween et le chef cuisinier/animateur Ricardo Larrivée. La quinzième saison, l'équipe crée en personnage 3D la chanteuse Céline Dion.
Gérard D. Laflaque reçoit par ailleurs à intervalles réguliers des intervenants de toutes sortes, la plupart étant des caricatures de politiciens du monde entier.
Quelques caricatures ont été retirés à la suite du décès de leurs modèles, incluant Jack Layton (mort en 2011), Jacques Parizeau (mort en 2015) et Jean Lapierre (mort en 2016). Mais aussi, de nombreux personnages ont été retirés à la suite de leur disparition de l'actualité[réf. souhaitée].
Pendant plusieurs années, le segment « Stade Trek » reprend certains personnages (souvent politiques) sortis de l'actualité et les présente comme si un vaisseau d'exploration spatiale était l'endroit secret où se retrouvent ces personnages déchus. Plus tard, c'est le segment du CHSLD de Guy Bertrand qui permet aux anciens modèles 3D d'être recyclés, mais cette fois-ci en tant que personnages différents : on y voit par exemple des personnes âgées anonymes mais sosies de Pauline Marois et Jean Charest.
La première facette de l'émission est progressivement abandonnée entre 2015 et 2018 : on ne voit plus la maison de Gérard ni la plupart de ses personnages (les derniers sketchs se passant à la maison impliquent Marcel en colocation avec le Bonhomme Carnaval), et l'attention est portée aux sketchs concentrés sur l'actualité politique (2e facette). Avec ce changement, les micro-feuilletons (plusieurs scènes réparties dans un épisode) disparaissent parce que typiques de la première facette (les gags d'une même série de la 2e facette n'ont pas d'ordre narratif).

## Citation célèbre au Québec
- «C'est bien fait pareil ces petites marionnettes là, on ne voit pas les fils». - P.L, 2012

## Personnages 3D
| Nom                        | Année créé |
| -------------------------- | ---------- |
| Guy Bertrand               | 2006       |
| Mario Dumont               | 2007       |
| Pauline Marois             | 2007       |
| Jack Layton                | 2008       |
| Pierre Curzi               | 2008       |
| Jacques Demers             | 2008       |
| Nicolas Sarkozy            | 2008       |
| Denis Coderre              | 2009       |
| Louise Harel               | 2009       |
| Benoît XVI                 | 2009       |
| Michael Ignatieff          | 2009       |
| Régis Labeaume             | 2010       |
| Denise Bombardier          | 2010       |
| Gregory Charles            | 2018       |
| Amir Khadir                | 2011       |
| Justin Trudeau             | 2011       |
| Maxime Bernier             | 2011       |
| Bob Rae                    | 2011       |
| François Legault           | 2012       |
| Élisabeth II               | 2012       |
| Françoise David            | 2012       |
| Thomas Mulcair             | 2012       |
| Ron Fournier               | 2012       |
| Raymond Bachand            | 2013       |
| Philippe Couillard         | 2013       |
| Jean-François Lisée        | 2013       |
| Marcel Leboeuf             | 2013       |
| Jean Tremblay              | 2014       |
| Vladimir Poutine           | 2014       |
| Bernard Drainville         | 2014       |
| Pierre Karl Péladeau       | 2014       |
| Le pape François           | 2014       |
| Céline Galipeau            | 2014       |
| Alain Gravel               | 2014       |
| Gaétan Barrette            | 2014       |
| Sam Hamad                  | 2014       |
| Richard Martineau          | 2014       |
| Julie Snyder               | 2014       |
| François Hollande          | 2014       |
| Steven Guilbeault          | 2014       |
| Gabriel Nadeau-Dubois      | 2014       |
| Christine St-Pierre        | 2015       |
| Kim Jong-un                | 2015       |
| Serge Chapleau             | 2015       |
| Xavier Dolan               | 2015       |
| Barack Obama               | 2015       |
| Jean-Luc Mongrain          | 2015       |
| Mathieu Bock-Côté          | 2015       |
| Anne-France Goldwater      | 2015       |
| Martin Coiteux             | 2015       |
| Luc Ferrandez              | 2015       |
| Gary Bettman               | 2016       |
| Mélanie Joly               | 2016       |
| Elizabeth May              | 2016       |
| Sophie Grégoire            | 2016       |
| Bernard « Rambo » Gauthier | 2016       |
| Jean-Philippe Wauthier     | 2016       |
| Dave Morissette            | 2016       |
| Dominique Anglade          | 2016       |
| Dan Bigras                 | 2016       |
| Hillary Clinton            | 2016       |
| Donald Trump               | 2017       |
| Pierre Moreau              | 2017       |
| Paul Arcand                | 2017       |
| Manon Massé                | 2017       |
| Pierre-Yves McSween        | 2017       |
| Martine Ouellet            | 2017       |
| Ricardo Larrivée           | 2017       |
| Andrew Scheer              | 2017       |
| Julie Payette              | 2017       |
| Agnès Maltais              | 2017       |
| Valérie Plante             | 2018       |
| Jagmeet Singh              | 2018       |
| Emmanuel Macron            | 2018       |
| Tasha Kheiriddin           | 2018       |
| Céline Dion                | 2018       |
| Bill Morneau               | 2018       |
| Doug Ford                  | 2018       |
| Xi Jinping                 | 2018       |
| Marc Garneau               | 2018       |
| Véronique Hivon            | 2018       |
| Marguerite Blais           | 2018       |
| Sonia LeBel                | 2019       |